# Sheila Smith
Sheila Smith (Conneaut, 3 aprile 1933 – 30 novembre 2023) è stata un'attrice statunitense.

## Biografia
Sheila Smith nacque a Conneaut, figlia di Margaret Fitzerald Tinney Edward F. Smith, e dopo gli studi alla Kent State University, si trasferì a New York.
Dopo aver recitato nel musical Premio Pulitzer Fiorello! al New York City Center, ottenne il suo primo ruolo di rilievo nel 1962, quando interpretò la protagonista Reno Sweeney in Anything Goes in scena nell'Off-Broadway con Hal Linden. Nel 1962 esordì a Broadway in Hot Spot, mentre nel 1965 fece il suo debutto sulle scene australiane in Fade Out - Fade In. Nel 1966 tornò a Broadway nella produzione originale del musical Mame, in cui lavorò come sostituta per la protagonista Angela Lansbury e la co-protagonista Bea Arthur; per il suo lavoro vinse il Theatre World Award. Continuò ad interpretare in diverse occasioni Mame Dennis e Vera Charles a Broadway fino al 1969, per poi fare da protagonista alla prima tournée statunitense del musical.
Negli anni 1970 lavorò come sostituta per attrici di alto profilo come Alexis Smith e Yvonne De Carlo nel musical Follies (1971) e Jane Russell nel musical Company (1972) a Broadway. Dopo aver recitato a New York in Sugar (1972), cominciò a recitare anche nel resto degli Stati Uniti, apparendo in opere teatrali come Equus e musical come The Sound of Music e Fiddler on the Roof. Negli anni ottanta continuò a recitare nel circuito regionale, apparendo nei musical La Cage aux Folles e Anything Goes, apparendo anche a Broadway come co-protagonista in 42nd Street. Tornò a Broadway un'ultima volta nel 1994 quando fece da sostituta ad Elaine Stritch in Show Boat. Rimase attiva sulle scene anche nei primi anni duemila, recitando un'ultima volta in Mame a Raleigh nel 2003, in My Fair Lady nel 2004 e dando l'addio allo scene nel 2009 in A Little Night Music.
È morta nel natio Ohio nel 2023 all'età di 90 anni.

## Filmografia

### Televisione
- Charlie's Angels - serie TV, episodio 2x20 (1977)